# Cryptophagus aurelii
Cryptophagus aurelii es un insecto coleóptero de la familia Cryptophagidae. Fue descrito por J. C. Otero and Mª. J. López en 2011 a partir de individuos recolectados en 2004 y 2005 en el parque nacional de Cabañeros, en la provincia de Ciudad Real, España.

## Distribución geográfica
Habita en la España peninsular.